# Obléhání Soluně (617)
Obléhání Soluně v roce 617 (nebo 618) bylo neúspěšné obléhání Soluně, hlavní byzantské pevnosti v regionu, Avary a slovanskými kmeny, které se již předtím usadily v blízkosti města. Útok byl posledním a nejlépe organizovaným pokusem Avarů dobýt město. Trval 33 dní a zahrnoval použití obléhacích strojů, ale nakonec selhal. Hlavním zdrojem těchto událostí jsou Zázraky svatého Demetria, pojmenované podle patrona Soluně, svatého Demetria.

## Okolnosti
V poslední třetině 6. století ohrožovaly byzantský Balkán rozsáhlé nájezdy Avarů, sídlících v Panonské nížině, a jejich slovanských spojenců, usedlých severně od Dunaje, který v té době tvořil severozápadní hranici Byzantské říše. Byzantinci, kteří se soustředili na svou východní hranici, kde se střetli se sásánovskou Persií ve vleklé válce, nebyli schopni udržet účinnou obranu svých balkánských provincií; po pádu Sirmia v roce 582 a Singiduna o rok později se Balkán zcela otevřel avarským nájezdům. Průlom dunajského limitu Avary umožnil slovanským kmenům podnikat nájezdy až na nejzazší jih Řecka a zahájil postupný proces slovanského osidlování těchto oblastí; o rozsahu, chronologii a dalších podrobnostech se mezi historiky diskutuje. Během těchto nájezdů, pravděpodobně v roce 586 (ačkoli je možný i rok 597), byla Soluň – kromě samotného hlavního města Konstantinopole nejdůležitější město na Balkáně – sedm dní obléhána Avary a jejich slovanskými spojenci, což bylo popsáno v Zázracích svatého Demetria, sbírce zázraků připisovaných svatému patronovi města ve dvou knihách, jedné napsané asi v roce 610 a druhé kolem roku 680.
Teprve poté, co byl v roce 591 na východě uzavřen mír s Peršany, byli byzantský císař Maurikios a jeho generálové schopni v sérii vojenských tažení zahnat Slovany a Avary zpět. Maurikiova vítězství však nakonec nedokázala obnovit stabilitu dunajské hranice kvůli povstání dunajské armády v roce 602, které vedlo k jeho sesazení, zavraždění a nastoupení uzurpátora Foky. Obnovení války s Persií v prvních desetiletích 7. století znamenalo rychlé a úplné zhroucení dunajské hranice, protože byzantská armáda byla stažena na východ. Fokas a jeho nástupce Herakleios si sice vykoupili mír s Avary za vyplácení každoročních tributů, ale Slované měli při nájezdech na Balkán opět volnou ruku a v roce 604 náhle v noci zaútočily jejich oddíly o síle asi 5 000 mužů na Soluň, nepodařilo se jim však překonat městské hradby.

## Obléhaní a následky
Avaři a Slované obnovili svou ofenzívu teprve až po roce 610; zdá se však, že řada byzantských měst už v této době padla anebo byla opuštěna a mnoho uprchlých obyvatel proudilo na jih. V roce 615 zaútočila zjevně nezávisle na Avarech na Soluň koalice slovanských kmenů pod náčelníkem Chaconem , ale neuspěla. Po tomto neúspěchu se Slované obrátili na Avary a vyslali ke kaganovi své posly, kteří se ho snažili nalákat sliby velkého bohatství, které se ve městě nachází, a na skutečnost, že Soluň byla konečným útočištěm pro Byzantince „z podunajských oblastí, Panonie, Dacie, Dardanie a dalších provincií a měst“ prchajících před avarskými a slovanskými nájezdy.
Útok Avarů se uskutečnil až v roce 617 (nebo případně 618), protože mobilizace vojenských kontingentů z jim poddaných kmenů vyžadovala nějaký čas. Podle vyprávění v Zázracích svatého Demetria byl útok neočekávaný; Avaři nejprve vyslali zvědy, kteří zajali každého, koho chytili mimo městské hradby. Kagan s většinou svých sil, včetně těžkých obléhacích strojů, katapultů, beranidel a obléhacích věží, dorazil o několik dní později. Císař Herakleios, překvapený avarským útokem a plně zaměstnán válkou proti Peršanům, nebyl schopen poslat žádnou pomoc kromě několika zásobovacích lodí, které dorazily včas, a proto bylo město nuceno spoléhat se jen na vlastní síly. Přestože technická vyspělost obléhatelů byla nebývalá, zřejmě ji kvůli nezkušenosti nedokázali plně využít; obléhací věž se zřítila a zabila její posádku, zatímco beranidla se proti městským hradbám ukázala jako neúčinná. Obléhání bylo přesto mnohem lépe organizované než předchozí pokusy a trvalo 33 dní. Nakonec kagan s představiteli Soluně dojednal smírné řešení: zrušil obléhaní výměnou za zlato, ale ne dříve, než v okolí města vydrancoval a vypálil kostely. Slované naopak své zajatce prodali Soluňským. Po celou generaci, až do velkého slovanského obléhání v letech 676-678, žila Soluň se svými slovanskými sousedy v míru.